# Margantoko
Margantoko is een bestuurslaag in het regentschap Sampang van de provincie Oost-Java, Indonesië. Margantoko telt 1129 inwoners (volkstelling 2010).